# Бюст Ленина (Иркутск)
Бюст Вла́димира Ле́нина в Иркутске — бюст (поясной горельеф), установленный в 1934 году. Скульптор — народный художник СССР С. Д. Меркуров
В 1924—1925 годах скульптор изготовил два одинаковых горельефа для Иркутска и Хивы. Памятник был упакован в большой ящик и долго пролежал во дворе архива. Ящик вскрыли случайно в начале 1930-х годов.
Памятник был открыт 10 июля 1934 года в Иркутске на углу улиц Карла Маркса и Пролетарской в Кировском районе (ныне — Правобережный округ).
Только в 1967 году был установлен автор и найдена дополнительная информация.
В 1985 году была проведена реконструкция сквера, под скульптуру подвели новый постамент из серого гранита и устроили цветник.